# Andrena caneae
Andrena caneae är en biart som beskrevs av Embrik Strand 1915. Andrena caneae ingår i släktet sandbin, och familjen grävbin. Inga underarter finns listade i Catalogue of Life.